# Пера-палас
Готель «Пера-палас» (тур. Pera Palas oteli) — історичний готель та музей-готель у Стамбулі, в районі Бейоглу (Пера).
Побудований у 1892 році спеціально для розміщення пасажирів Східного експресу і названий на честь району, де розташований. Уважається найстарішим європейським готелем Туреччини.
Готель «Пера-палас» розташований у мікрорайоні Тепебаши району Пера, колись відомому як «Маленька Європа». Близько 20 км від міжнародного аеропорту Ататюрка.
Готель знаходиться в пішій доступності до відомої вулиці Істікляль, площі Таксім та британських, шведських, російських, голландських, італійських, французьких та німецьких консульств.
Готель закривався у 2006 році у зв'язку з великим проектом реконструкції та реставрації. Відкрився 1 вересня 2010 року.

## Історія
Будівельні роботи розпочались у 1892 році. Урочистий бал на честь відкриття відбувся в 1895 році.
Александр Волларі, французько-турецький архітектор, спроектував готель у поєднанні неокласичного, арт-нуво та східних стилів. Волларі спроектував ряд інших будівель у Стамбулі, включаючи штаб-квартиру Османського банку та Стамбульський археологічний музей.
Готель був першою будівлею в Туреччині, яка використовувала електроенергію, окрім османських палаців. Також єдиною в місті будівлею з гарячою проточною водою, і першим електричним ліфтом в Стамбулі.
Першими власниками готелю були османські вірмени — родина Есаян.

## Архітектура та реновація
«Пера-палас» сьогодні вважається важливою історичною спорудою і охороняється турецьким законом (№ 2863 від 1983 р. із змінами, внесеними до Закону № 5226 від 2004 року) стосовно культурної спадщини Туреччини.
Фасад, як і вся будівля загалом, спроектована з урахуванням неокласичного підходу до архітектури.
Інтер'єри будівлі відрізняються більш східним стилем, особливо це проявляється в інтер'єрі бальних залів. Відповідно до еклектичного бачення, прослідковується і модерн у зоні ліфта та у кав'ярні.
Цей символ міського пейзажу Стамбула, готель «Пера-палас», потребував значної реновації. Тому, у квітні 2008 року компанія «Судноплавна Група Бешикташ» розпочала проект реновації та реставрації на 23 мільйони євро. КА.BA Консервація Історичних Будівель та Архітектури керувала проектом разом із Metex Design Group, а весь проект реконструкції завершено 1 вересня 2010 року.

## Галерея

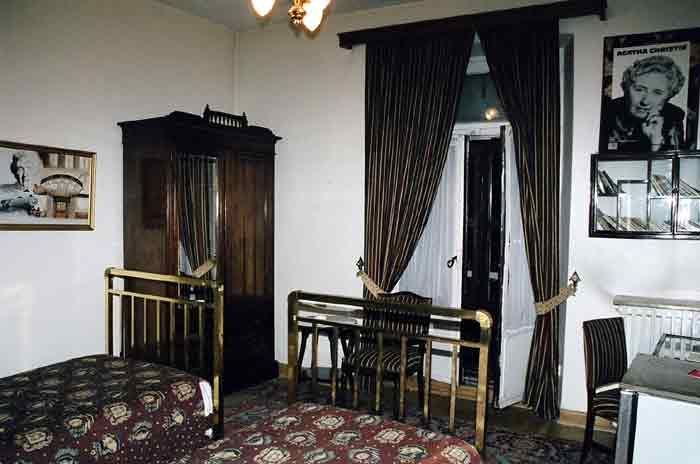
Кімната Агати Крісті
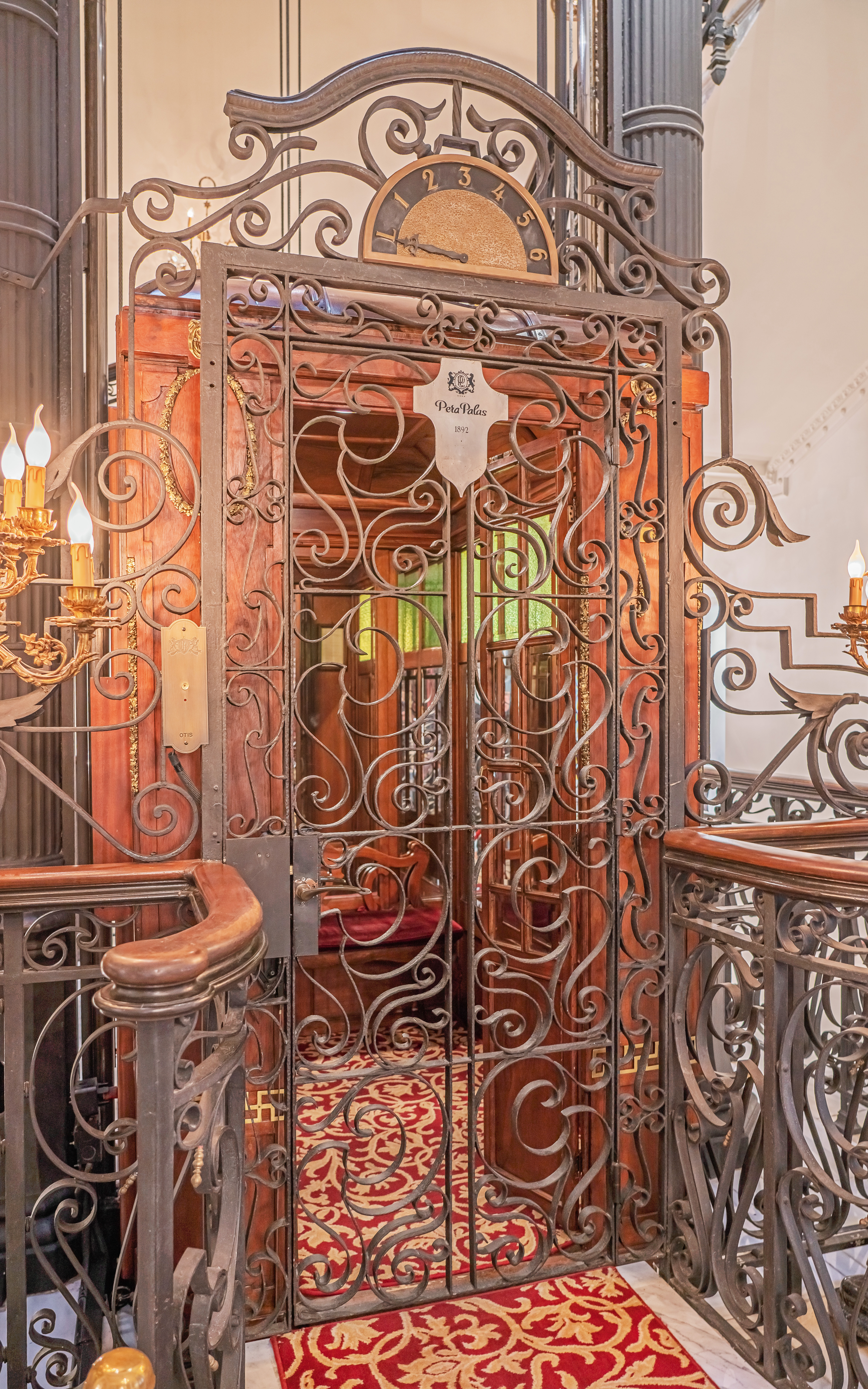
Ліфт у готелі
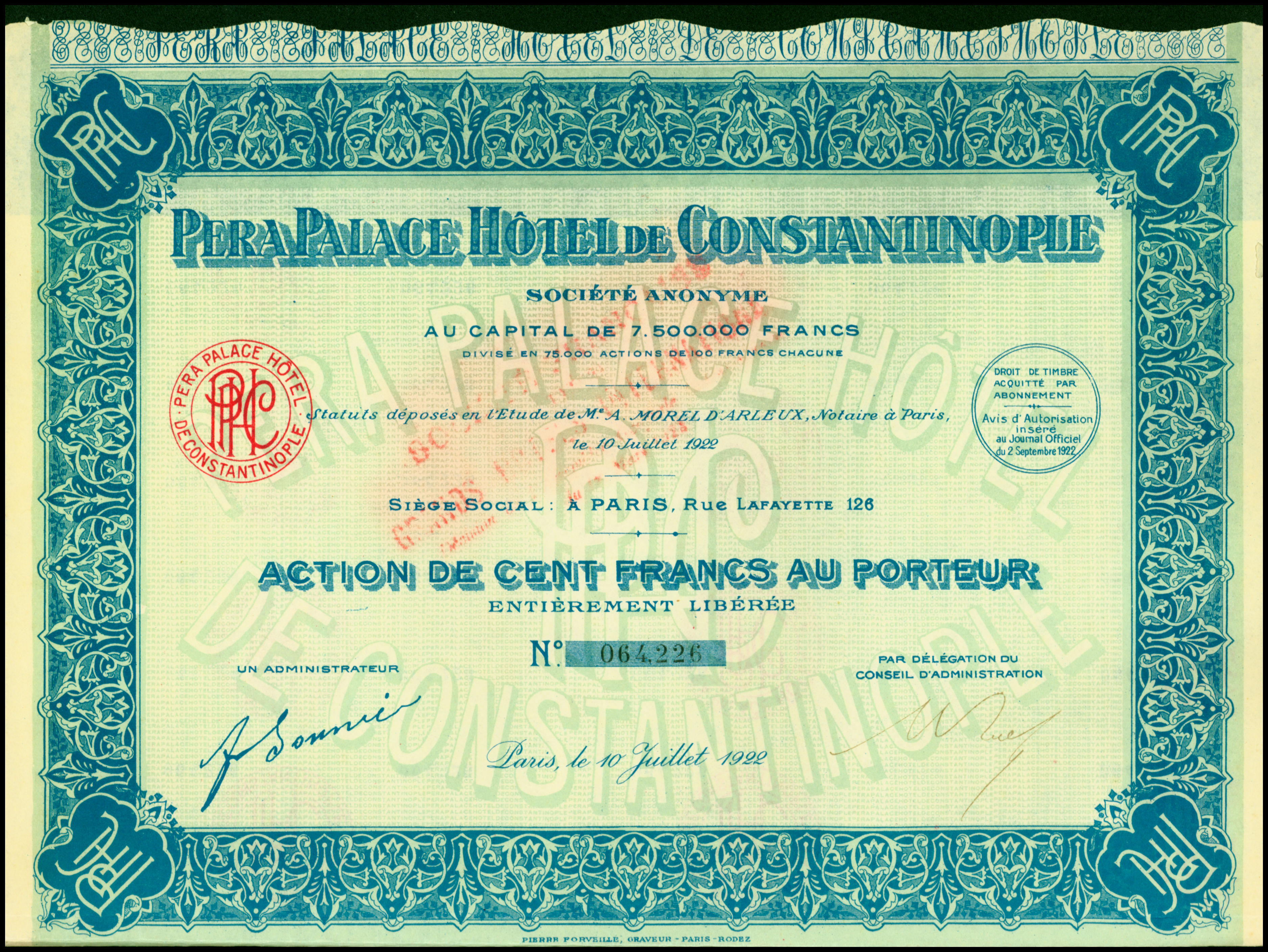
Акція готелю Pera Palace Hôtel de Constantinople, видана 10 липня 1922 року
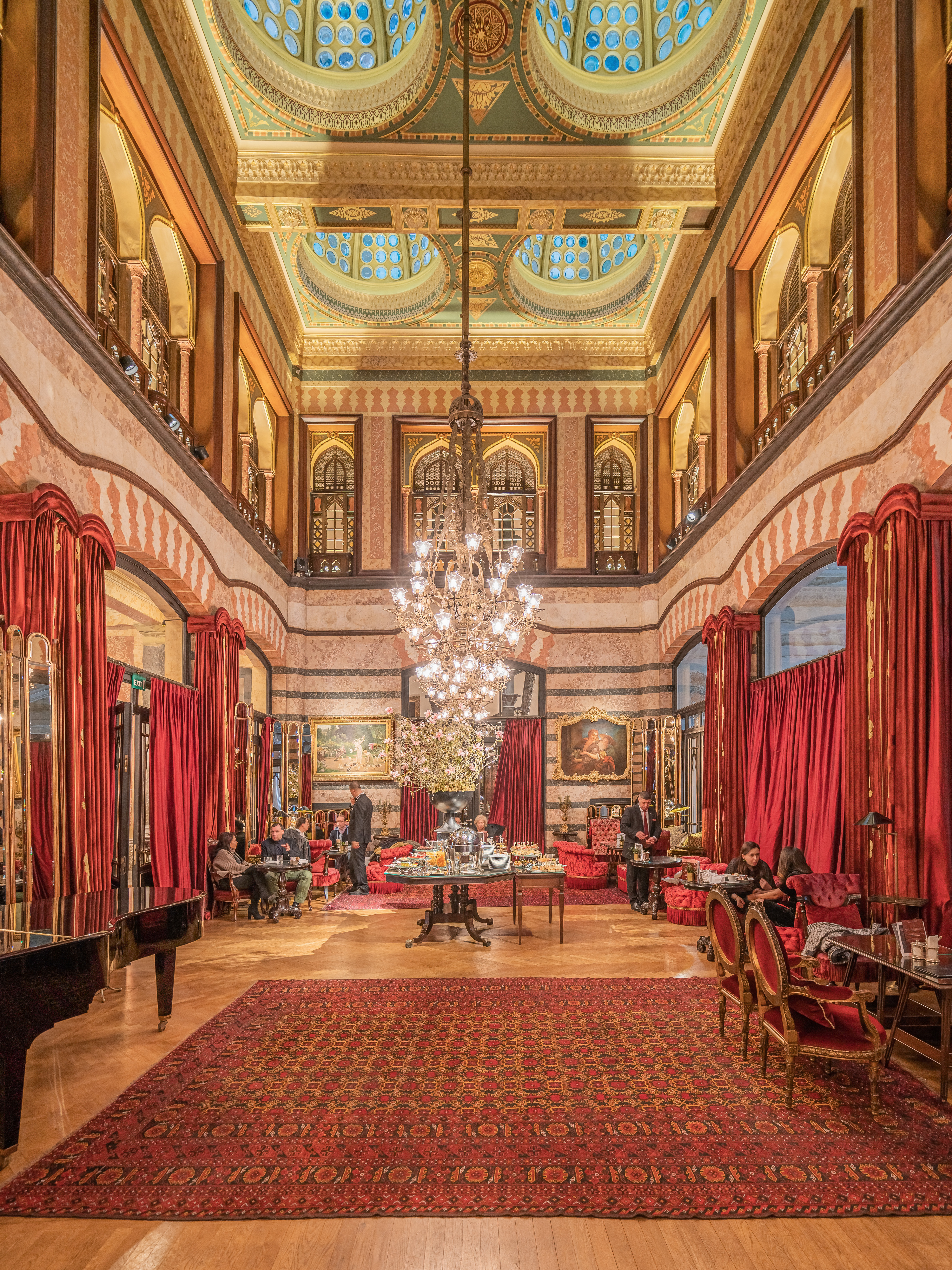
Інтер'єр готелю
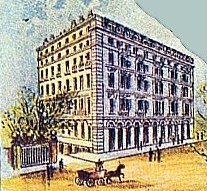
Готель на малюнку
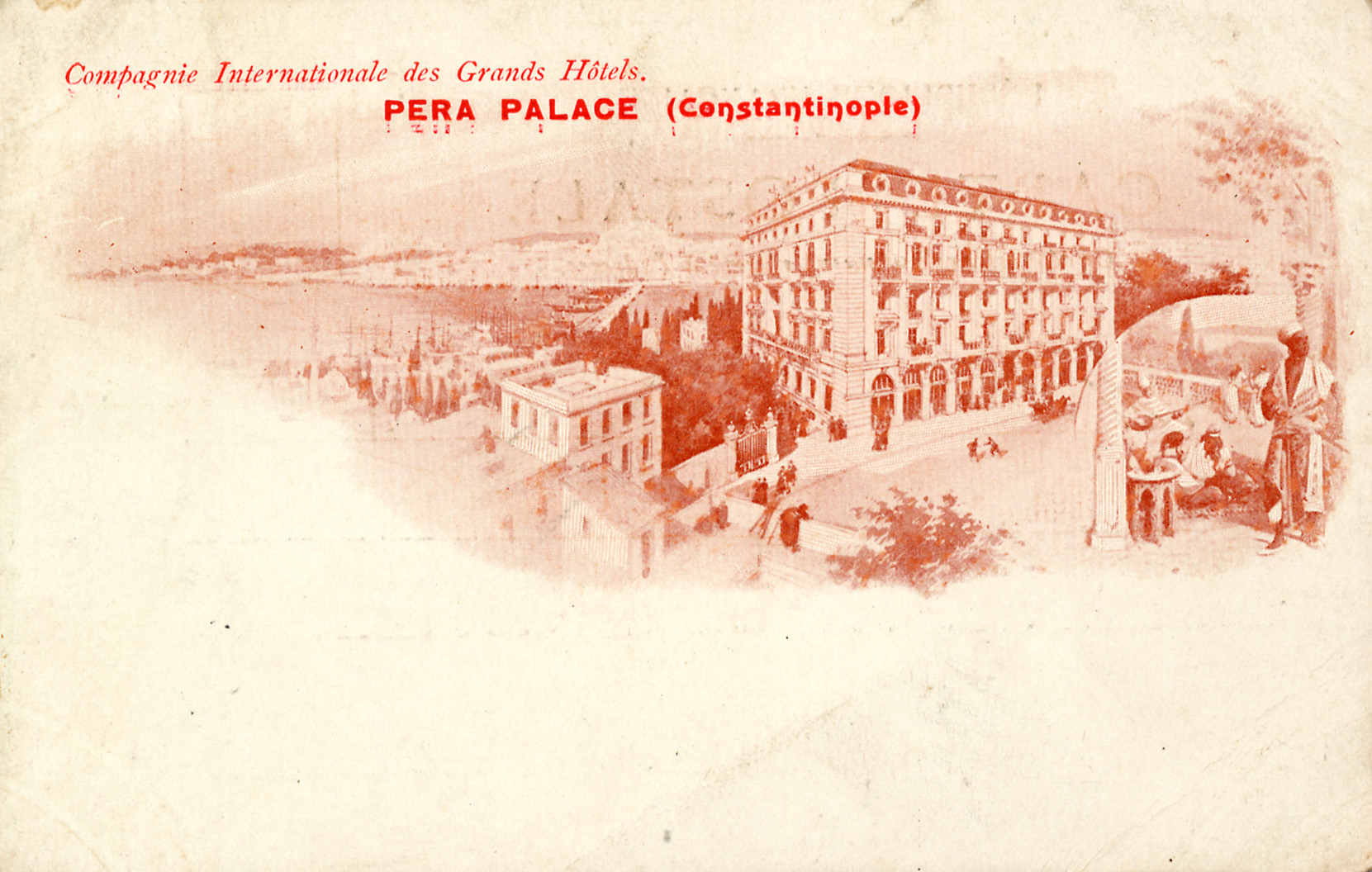
Готель на листівці